# 엘리아킴 망갈라
엘리아킴 앙스 망갈라(프랑스어: Eliaquim Hans Mangala, 1991년 2월 13일 ~ )는 프랑스의 축구 선수로, 현재 포르투갈 프리메이라리가의 이스토릴에서 중앙 수비수로 뛰고 있다.

## 국가대표 경력
- 2014 FIFA 월드컵
- 2016 UEFA 유로

## 우승 경력

#### 스탕다르 리에주
- 벨기에 프로리그: 2008-09
- 벨기에컵: 2010-11
- 벨기에 슈퍼컵: 2008, 2009

#### 포르투
- 프리메이라리가: 2011-12, 2012-13
- 포르투갈 슈퍼컵: 2012, 2013

#### 맨체스터 시티
- 프리미어 리그: 2017–18[1]
- EFL컵 : 2017-18

### 개인
- UEFA 유로파리그 시즌의 스쿼드 : 2013-14